# Bernhard Zeerleder
Bernhard Zeerleder von Steinegg (getauft am 29. März 1788 in Bern; † 5. Dezember 1862 in Hüttwilen) war ein Schweizer konservativer Politiker und Mitglied der Patrizierfamilie Zeerleder.
Zeerleder war ein Bruder von Ludwig und Karl Zeerleder sowie Enkel von Albrecht von Haller. 1805 trat er in österreichische Dienste, war von 1827 bis 1831 Berner Grossrat und schloss sich 1847 als „fanatischer Gegner der revolutionären Ideen und der Radikalen“ dem Sonderbund an. Er kämpfte als Major gegen die eidgenössische Armee, wurde festgenommen, von General Dufour freigelassen und zog nach Meersburg. In Abwesenheit „wurde er von einem Militärgericht zu einer Gefängnisstrafe verurteilt“, kehrte 1849 nach einer Amnestie ins (von ihm 1814 erworbene) Thurgauer Schloss Steinegg zurück und schrieb „historische Arbeiten“.
Zeerleders Nachlass befindet sich in der Burgerbibliothek Bern.